# Phụ chánh phủ
Phụ chánh phủ (輔政府) hay phủ Phụ chánh hay phủ Phụ chính  là nơi hội họp của Viện cơ mật và các phụ chánh đại thần được xây dựng khoảng cuối đời Thành Thái đầu đời Duy Tân, nằm ở phía đông của Hoàng thành Huế.

## Lịch sử
Phủ Phụ chánh nằm phía đông Hoàng thành, phía trước Lục bộ đường. Công trình được xây dựng khoảng cuối thời Thành Thái đến đầu thời Duy Tân (khoảng từ 1906-1907), toàn bộ phần móng, tường xây bằng gạch, kể cả tường ngăn, mái lợp ngói liệt, phong cách kiểu kiến trúc thuộc địa. Đây là nơi làm việc của Hội đồng Cơ mật, sau là nơi làm việc của quan Phụ chánh đại thần thời Duy Tân.
Năm 1907, vua Thành Thái dưới áp lực của Pháp buộc phải thoái vị và nhường ngôi cho hoàng tử Vĩnh San lúc đó mới 8 tuổi, tức vua Duy Tân sau này. Do vua còn nhỏ tuổi nên Phủ Phụ chánh lập tức được thành lập – đây là cơ quan quyền lực cao nhất được lập ra để giúp vua cai trị đất nước. Khi đó, Phủ Phụ chánh được lập ra gồm sáu Phụ chánh đại thần là sáu Thượng thư. Vị vua tiếp theo nối ngôi triều Nguyễn là vua Khải Định. Vì vua Khải Định đã trưởng thành nên Phủ Phụ chánh cũng bãi bỏ. 
Năm 1945, nhà Nguyễn sụp đổ, di tích này trở nên hoang phế và bị các hộ dân lấn chiếm theo thời gian. Năm 1989, di tích này được giao cho Trung tâm Bảo tồn Di tích Cố đô Huế quản lý, sau đó, vào năm 1995, được UBND tỉnh tạm giao cho Sở Lao động – Thương binh và Xã hội làm trụ sở làm việc và sau đó là trụ sở của UBND phường Thuận Thành, Trung tâm Công viên Cây xanh Huế.
Năm 2015, công trình này được bàn giao lại cho Trung tâm Bảo tồn Di tích Cố đô Huế quản lý. Đầu năm 2015, Trung tâm đã giao cho Trung tâm Phát triển Dịch vụ Di tích Huế (đơn vị trực thuộc) chịu trách nhiệm đầu tư, chỉnh trang hệ thống nhà cửa, sân vườn để triển khai các hoạt động dịch vụ văn hóa, và gọi địa điểm này là Không gian văn hóa Lục bộ. Hiện nay, không gian này trở thành nơi để du khách tham quan, tìm hiểu lịch sử triều Nguyễn, đồng thời là nơi trưng bày, giới thiệu các sản phẩm Ngự Trà, Ngự Tửu được phục dựng và các sản phẩm thủ công mỹ nghệ truyền thống Huế.